# Fredlanea
Fredlanea is een kevergeslacht uit de familie van de boktorren (Cerambycidae). De wetenschappelijke naam van het geslacht werd voor het eerst geldig gepubliceerd in 1996 door Martins & Galileo.

## Soorten
Fredlanea omvat de volgende soorten:
- Fredlanea aequatoria (Bates, 1881)
- Fredlanea calliste (Bates, 1881)
- Fredlanea colombiana (Lane, 1966)
- Fredlanea consobrina (Lane, 1970)
- Fredlanea cymatilis (Lane, 1966)
- Fredlanea flavipennis (Lane, 1966)
- Fredlanea guaranitica (Lane, 1966)
- Fredlanea hiekei (Fuchs, 1970)
- Fredlanea hovorei Galileo & Martins, 2005
- Fredlanea kirschi (Aurivillius, 1923)
- Fredlanea maculata Martins & Galileo, 1996
- Fredlanea putiapitanga Galileo & Martins, 1999
- Fredlanea velutina (Lane, 1966)
- Fredlanea vilhena Martins & Galileo, 1996
- Fredlanea virginea (Fabricius, 1801)
- Fredlanea viridipennis (Bates, 1881)